# یوسف محمد (بازیکن بسکتبال)
یوسف محمد (انگلیسی: Youssef Mohamed; ۵ ژانویهٔ ۱۹۲۷ – ۲۳ نوامبر ۲۰۰۱) بازیکن بسکتبال اهل مصر بود.